# Longitarsus tarraconensis
Longitarsus tarraconensis là một loài bọ cánh cứng trong họ Chrysomelidae. Loài này được Leonardi miêu tả khoa học năm 1979.